# Zach Smith
Zachary "Zach" Smith (Dallas, Texas, 5 de enero de 1996) es un baloncestista estadounidense que pertenece a la plantilla del BCM U Pitești de la Liga Națională rumana. Con 2,03 metros de estatura, juega en la posición de alero. 

## Trayectoria deportiva

### Universidad
Jugó cuatro temporadas con los Red Raiders de la Universidad Tecnológica de Texas, en las que promedió 8,8 puntos, 6 rebotes y 1,4 asistencias por partido.

### Profesional
Tras no ser elegido en el Draft de la NBA de 2018, disputó las Ligas de Verano de la NBA con los Atlanta Hawks, promediando 4,6 puntos y 3,3 reboites en siete partidos disputados. En octubre se comprometió con los Charlotte Hornets para disputar la pretemporada, pero fue despedido tras aparecer en un único partido. Poco después fue incluido en la plantilla del filial de los Hornets en la G League, los Greensboro Swarm.